# Пило, Карл Густаф
Карл Густаф Пило (швед. Carl Gustaf Pilo; 1711 — 1793) — шведский художник-портретист, работавший в Швеции и Дании придворным художником.

## Биография
Родился  5 марта 1711 года в местечке  Гекшеттер под Нючёпингом в семье художника Олофа Пило и его жены Беаты Йонсдоттер Сальштедт (Beata Jönsdotter Sahlstedt). Его дед был родом из Польши и переехал в Швецию во время правления короля Карла X Густава.
В 12 лет Пило был отправлен в Стокгольм, чтобы учиться на художника у Кристофера Кристмана (Kristofer Christman). Затем он путешествовал по Германии и через два года — в 1736 году вернулся в Швецию. После этого учился в Королевской академии художеств у портретиста Олофа Арениуса и продолжил своё образование в Германии.
В 1737 году Карл отправился в провинцию Сконе и пробыл там три года. Здесь он получил работу в качестве художника-портретиста, создавая портреты дворянства Сконе. Затем он отправился в Копенгаген и присоединился к датскому королевскому дому, где создал серию портретов короля Фредрика V и королевы Луизы. В Дании художник прожил с 1740 по 1772 год. В Копенгагене он был назначен придворным художником, стал профессором и затем директором Королевской датской академии художеств. В 1741—1745 годах он был преподавателем рисования в кадетском корпусе.
В 1756 году Пило стал членом Академии художеств в Вене, а в 1769 году — членом Императорской Академии художеств в Санкт-Петербурге. 
После государственного переворота Густава III в 1772 году датчане были настроены против шведов, и Пило покинул Данию. Он переехал в Хельсингборг, а в 1775 году поселился в Нючёпинге. Пило стал членом Академии художеств в Стокгольме и получал ежегодную пенсию от короля. Позже, в 1777 году, стал директором академии и возглавлял её до конца жизни. За работу в академии был удостоен в 1784 году ордена Вазы.
Умер 2 марта 1793 года в Стокгольме. Был похоронен в городской церкви Святой Клары.
Карл Густаф Пило был обручен с Евой Марией Мальмгрен (Eva Maria Malmgren) в 1738 году. Помолвка была аннулирована 5 мая 1747 года. 5 января 1750 года в замке Мальтесхольм художник женился на Шарлотте Амели Дороте Десмарс (Charlotte Amélie Dorothée Desmars).

## Творчество

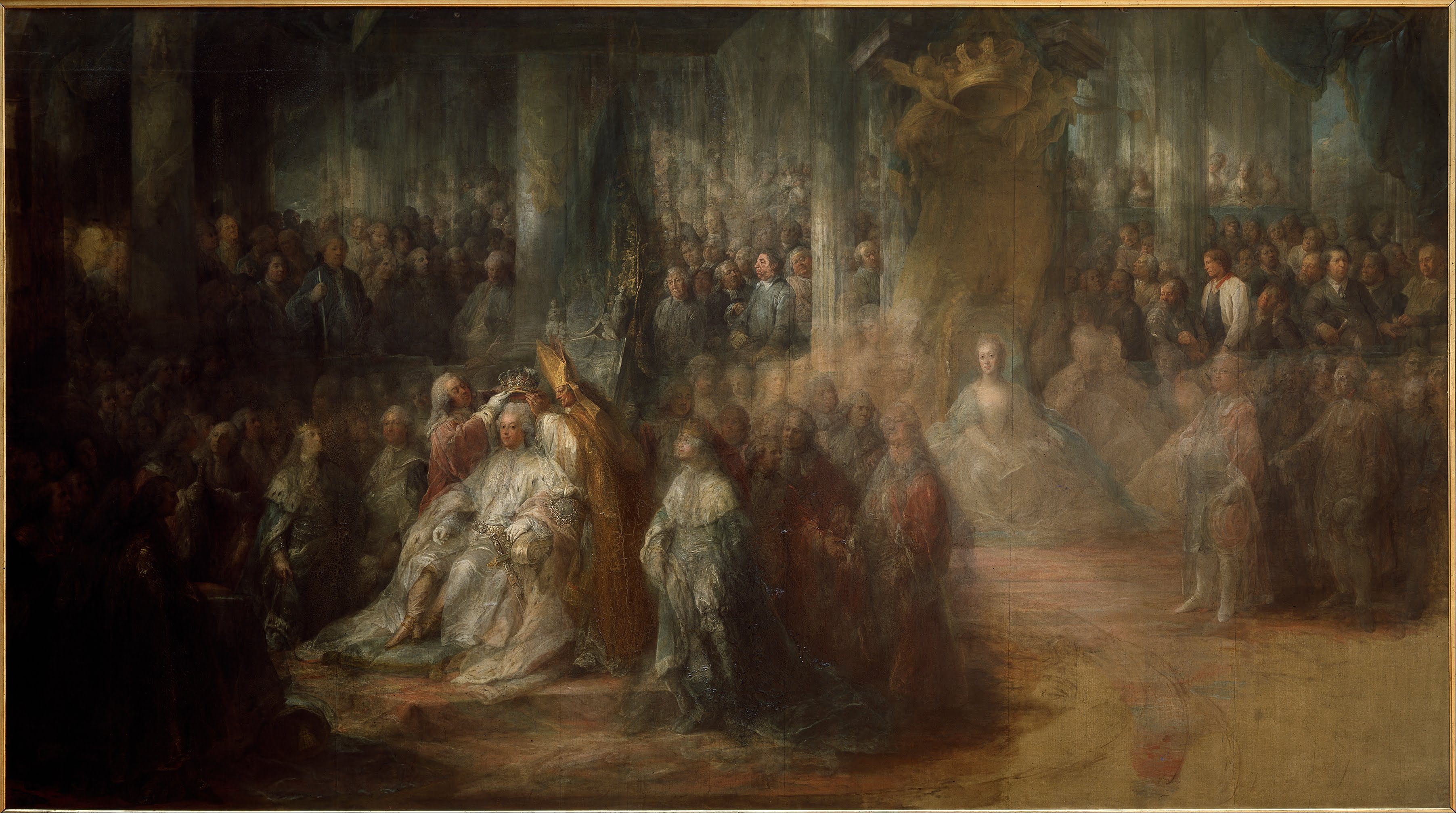
Коронация Густава III в церкви Святого Николая

Плодотворная работа художника в Дании состояла в основном из портретов королевской семьи и знати, но также включала жанровые картины в голландском стиле. На протяжении более двух десятилетий Карл Густаф Пило был признан выдающимся портретистом в Дании. 
По заказу короля Густава III написал монументальную картину «Коронация Густава III в церкви Святого Николая».

Некоторые работы
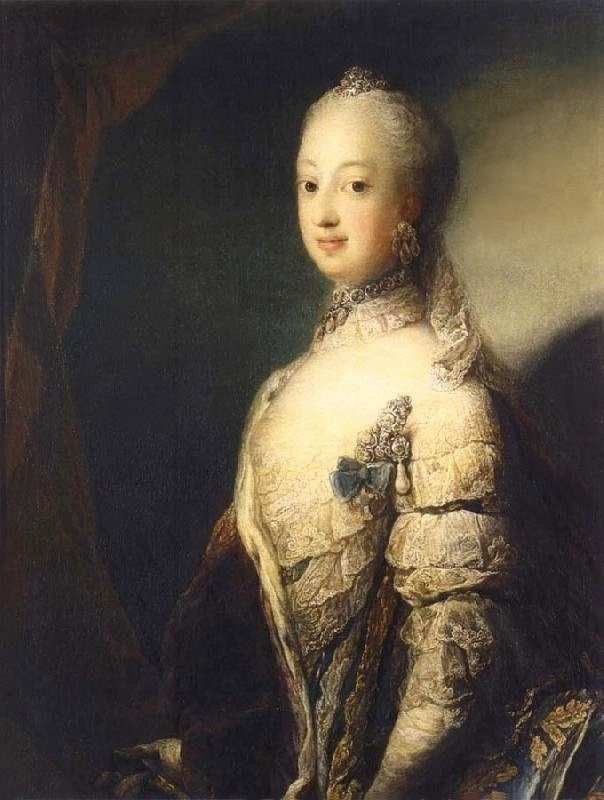
София Магдалена Датская
Фредерик V
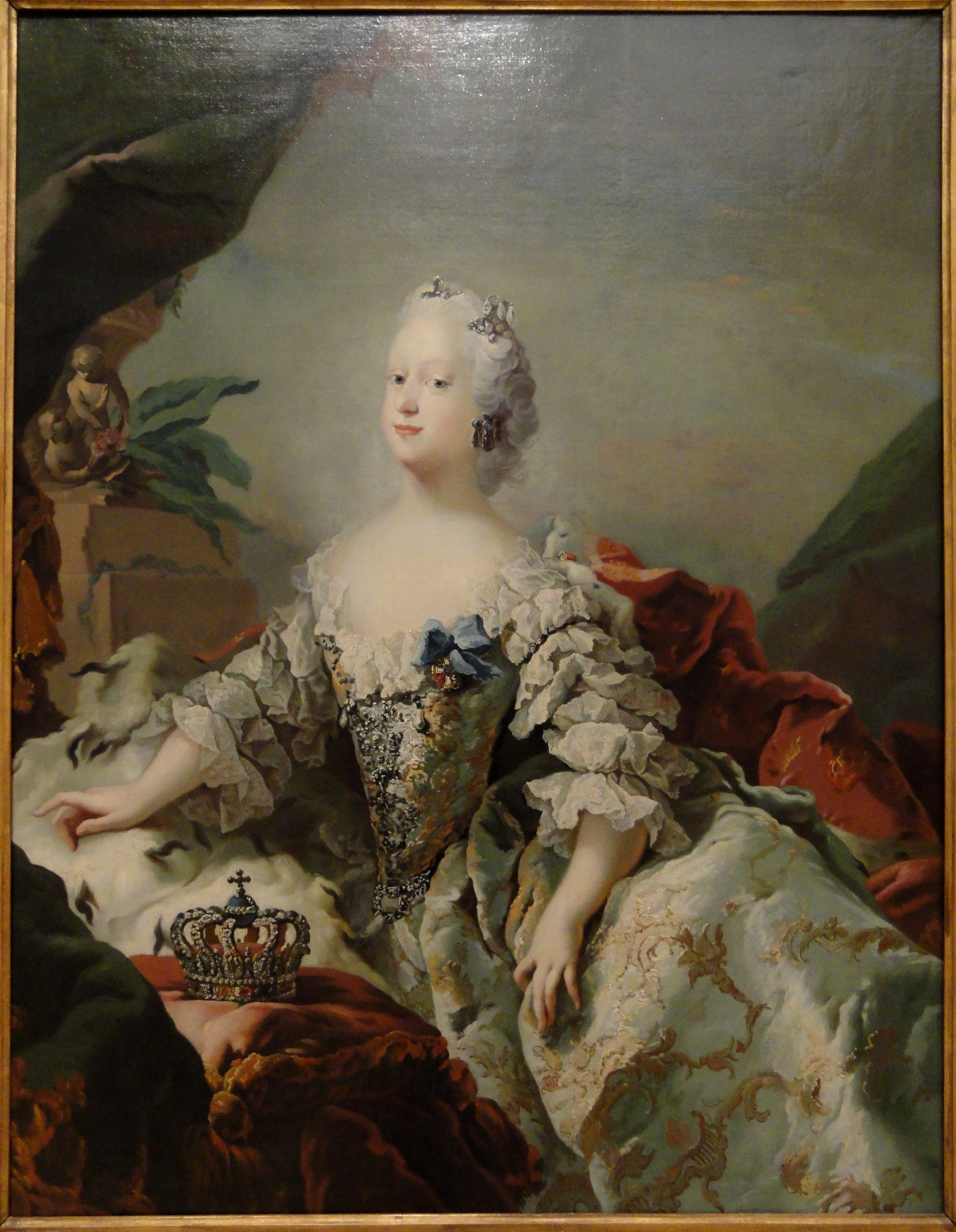
Луиза Великобританская (королева Дании)